# Ispidina
Ispidina és un gènere d'ocells de la família dels alcedínids (Alcedinidae).

## Taxonomia
El gènere va ser introduït pel naturalista alemany Johann Jakob Kaup el 1848 amb el blauet nan africà (Ispidina picta) com a espècie tipus. El gènere és el taxò germà del gènere Corythornis que conté quatre petits blauets africans.
Segons la Classificació del Congrés Ornitològic Internacional (versió 14.2, 2024) aquest gènere està format per dues espècies:
- Blauet nan capvermell - (Ispidina lecontei).
- Blauet nan africà - (Ispidina picta).